# Syrrhopodon reinwardtii
Syrrhopodon reinwardtii là một loài rêu trong họ Calymperaceae. Loài này được Hornsch. mô tả khoa học đầu tiên năm 1829.